# Місбах
Місбах (нім. Miesbach) — місто в Німеччині, знаходиться в землі Баварія. Підпорядковується адміністративному округу Верхня Баварія. Адміністративний центр однойменного району.
Площа — 32,35 км2. Населення становить 11 466 ос. (станом на 31 грудня 2020).